# Stepánivka (Rozdilna)
Stepánivka (en ucraniano: Степанівка) es un pueblo ucraniano perteneciente al óblast de Odesa. Situado en el suroeste del país, es parte del raión de Rozdilna y centro del municipio (hromada) homónimo.

## Toponimia
En todos los idiomas de importancia local, el asentamiento se conoce con el nombre de Stepánovka (en ruso: Степановка).

## Geografía
Stepánivka se encuentra en el río Kuchurján, 67 kilómetros al noroeste de Odesa. 

## Historia
El lugar fue fundado oficialmente en 1887 y era una de las colonias hijas del distrito colono de Kucharján. 
A principios de 1924, Stepánivka era el centro del consejo de la aldea de Stepánivka de la gobernación de Odesa y la mayoría de la población de Stepánivka eran alemanes.
En 1925-1940 Stepánivka formaban parte del distrito de Tiráspol de la República Socialista Soviética Autónoma de Moldavia (RSS de Ucrania). Desde 1940 forma parte del raión de Rozdilna del óblast de Odesa. 
En la Segunda Guerra Mundial, debido al acercamiento del Ejército Rojo, por orden del mando de la Wehrmacht, los colonos alemanes de Stepánivka fueron deportados a Wartegau en marzo de 1944.

## Demografía
La evolución de la población de Stepánivka entre 1897 y 2022 fue la siguiente:
| 382                                                           | 330 | 1790 | 1720 |
| (Fuente: Cities & Towns of Ukraine y UKRAINE: Größere Städte) |     |      |      |

Según el censo de 2001, la lengua materna de la mayoría de los habitantes, el 63,78%, es el ucraniano; del 34,19% es el ruso; y del rumano, 1,45%.

## Infraestructura

### Transporte
Por el pueblo pasa la carretera P-33 Vínnitsia-Kuchurján.